# Буянцы
Буянцы́ (бел. Буянцы́, пол. Bujańce) — деревня в Сморгонском районе Гродненской области Белоруссии.
Входит в состав Жодишковского сельсовета.
Расположена в северной части района. Расстояние до районного центра Сморгонь по автодороге — около 21 км, до центра сельсовета агрогородка Жодишки по прямой — 2 км. Ближайшие населённые пункты — Жодишки, Погорье, Понижаны.
Согласно переписи население Буянцов в 1999 году насчитывало 93 жителя.
Через деревню проходит грунтовая автомобильная дорога местного значения Н7380 Буянцы — Погорье — Козярники.